# Кончерв'яно
Кончерв'яно (італ. Concerviano) — муніципалітет в Італії, у регіоні Лаціо,  провінція Рієті.
Кончерв'яно розташований на відстані близько 65 км на північний схід від Рима, 14 км на південний схід від Рієті.
Населення — 305 осіб (2014).

## Демографія
Населення за роками:

Станом на 1 січня 2023 року в муніципалітеті офіційно проживало 17 іноземців з 6 країн, серед них 14 громадян країн Євросоюзу.

## Сусідні муніципалітети
- Лонгоне-Сабіно
- Петрелла-Сальто
- Рієті
- Рокка-Сінібальда
- Варко-Сабіно